# 498
Раннє Середньовіччя. У Східній Римській імперії триває правління Анастасія I. На Апеннінському півострові володіння Теодоріха Великого мають офіційний статус віцекоролівства Римської імперії. У Європі існують численні германські держави, зокрема Іберію та південь Галлії займає Вестготське королівство, Північну Африку захопили вандали, утворивши Африканське королівство, у Тисо-Дунайській низовині утворилося Королівство гепідів. На півночі Галлії панують салічні франки, у Західній Галлії встановилося Бургундське королівство.
У Південному Китаї править династія Південна Ці, на півночі — Північна Вей. В Індії правління імперії Гуптів. У Японії триває період Ямато. У Персії править династія Сассанідів.
На території лісостепової України Черняхівська культура. Історики VI століття згадують плем'я антів, що мешкало на території сучасної України приблизно з IV сторіччя. У Північному Причорномор'ї центр володінь гунів, що підкорили собі інші кочові племена, зокрема сарматів, булгар та аланів.

## Події
- У Візантійській імперії імператор Анастасій I скасував податок (хрисаргір) на торговців у широкому сенсі. Він також реформував грошову систему, використовуючи грецькі, а не римські позначення для чисел.
- Кавад I, спираючись на підтримку загону ефталітів, повернув собі титул шаха Персії.
- Папою Римським став Симах. Водночас прихильниками Візантії обрано антипапу Лаврентія.
- Хлодвіг І, король салічних франків, разом з дружиною прийняв католицтво.